# Cristóbal León
Cristóbal León (* 22. November 1980 in Santiago de Chile) ist ein chilenischer Künstler und Filmemacher.

## Leben

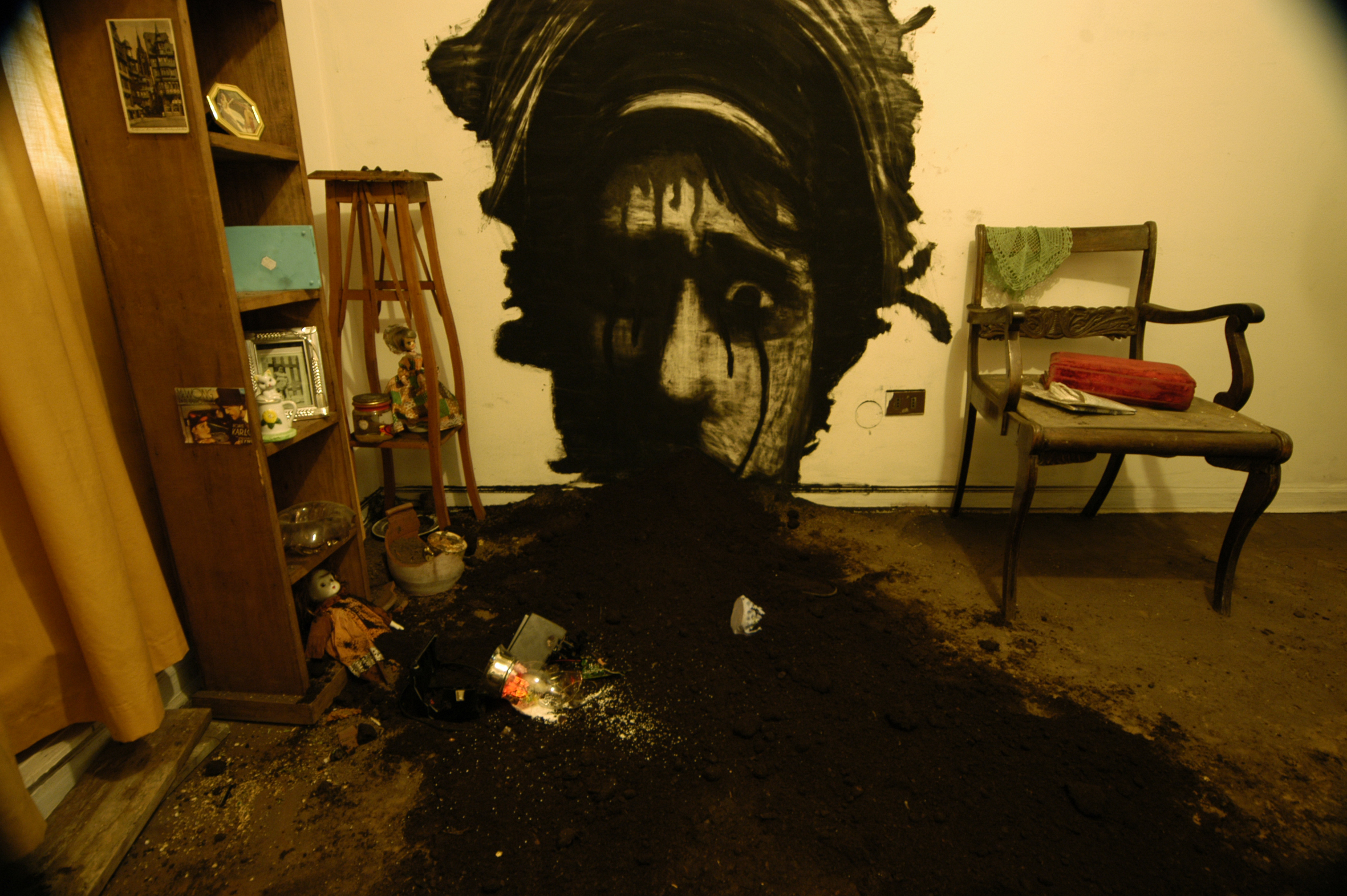
Cristóbal León studierte, wie auch Joaquín Cociña, an der der Pontificia Universidad Católica de Chile Kunst und Design. Hier eines ihrer gemeinsamen Projekte

Cristóbal León wurde 1980 in Santiago de Chile geboren. Dort studierte er Design an der Pontificia Universidad Católica de Chile und verbrachte 2009 als DAAD-Stipendiat ein Jahr an der Universität der Künste Berlin, wo er Kunst und Medien studierte. Im Jahr 2007 gründete er zusammen mit Joaquín Cociña und Niles Atallah in Santiago die Produktionsfirma Diluvio. Seither arbeiten León und Cociña, der ebenfalls an der Universidad Católica studierte, zusammen. Zunächst realisierten sie gemeinsam Kurzfilme wie Lucía und Luis, die mehrere internationale Preise gewonnen haben. Im Jahr 2011 produzierten León und Cociña die Kurzfilme El arca, El templo und Padre. Madre., alle mit Figuren aus Pappmaché. Außerdem produzierten sie experimentelle Videoclips für Sängerinnen wie Camila Moreno.
Ihren Horror-Stop-Motion-Animationsfilm La casa lobo stellten sie  im Februar 2018 bei den Filmfestspielen Berlin vor. Es handelt sich dabei um Leóns und Cociñas ersten abendfüllenden Film. La casa lobo komplettiert eine Filmtrilogie, die mit Lucía und Luis begonnen wurde und Kindheitsängste und Horrorelemente in Kindermärchen erforscht. Zudem greift der Film ihr Verhältnis zur Diktatur auf. Ihr nächster gemeinsamer Langfilm Los hiperbóreos soll im Mai 2024 bei den Internationalen Filmfestspielen in Cannes seine Premiere feiern, wo er in der Quinzaine des cíneastes gezeigt wird.

## Filmografie
- 2007: Lucía (Kurzfilm)
- 2008: Luis (Kurzfilm)
- 2008: Nocturno de Chile (Kurzfilm)
- 2009: Der kleinere Raum (Kurzfilm)
- 2011: Padre. Madre. (Kurzfilm)
- 2011: El arca (Kurzfilm)
- 2012: La bruja y el amante (Kurzfilm)
- 2013: Los Andes (Kurzfilm)
- 2018: La casa lobo
- 2019: Extrañas criaturas (Kurzfilm)
- 2021: The Bones (Los huesos) (Kurzfilm)
- 2024: Los hiperbóreos

## Auszeichnungen (Auswahl)
Festival d’Animation Annecy
- 2018: Auszeichnung – Jury Distinction	Bester Spielfilm (La casa lobo)

Festival Internacional de Cine de San Sebastián
- 2018: Nominierung in der Sektion Zabaltegi-Tabakalera (La casa lobo)

Internationale Filmfestspiele Berlin
- 2018: Auszeichnung mit dem Caligari Filmpreis (La casa lobo)

Mar del Plata Film Festival
- 2018: Nominierung als Bester lateinamerikanischer Film (La casa lobo)

Sitges Film Festival
- 2021: Auszeichnung  mit dem Critics’ Award for Best Official Selection Short Film (Los huesos)[4]